# Ministère de la Culture et de l'Orientation islamique (Iran)
Pour les articles homonymes, voir Ministère de la Culture.
Le ministère de la Culture et de l'Orientation islamique est un ministère du gouvernement d'Iran qui régit l'application de la religion musulmane sur le territoire national.

## Histoire
Après la révolution iranienne de 1979, le ministère de la Culture et de l'Orientation islamique succède au ministère de la Culture. Au début des années 1980, le ministre de la culture Mohammad Khatami souhaite appliquer une politique d'ouverture culturelle, mais il est écarté et la droite traditionnelle durcit la politique culturelle du pays.
En 1992, le ministère de la Culture et de l'Orientation islamique met en place le cadre de la censure cinématographique en Iran.
En juin 2009, le ministère confirme par les autorités iraniennes l'arrestation d'un journaliste de nationalité grecque et travaillant pour le Washington Times.
En mai 2012, Reporters sans frontières qualifie le ministère de la culture et de l'Orientation islamique de « lieu d'interrogatoire pour les journalistes » et d'« organe de censure ».
En juillet 2016, le ministère annonce la fermeture de l'hebdomadaire ultra-conservateur Yalasarat après que celui-ci ait publié des propos injurieux envers des célébrités du cinéma iranien pour souligner leur manque de respect envers l'islam.

## Missions
Le ministère de la Culture et de l'Orientation islamique est chargé d'autoriser ou non les productions culturelles en Iran. Il est chargé d'accorder une licence aux films nationaux et étrangers souhaitant être exploités sur le territoire. Il supervise la gestion du Théâtre municipal de Téhéran.